# Séries éliminatoires de la Coupe Stanley 1935
Année précédente Année suivante
Les séries éliminatoires de la Coupe Stanley 1935 font suite à la saison 1934-1935 de la Ligue nationale de hockey. Les Maroons de Montréal remportent la Coupe Stanley après avoir battu en finale les Maple Leafs de Toronto sur le score de 3 matchs à 0.

## Contexte et déroulement des séries
Les premiers de chaque division se rencontrent au meilleur des 5 matches, le vainqueur étant qualifié ensuite directement pour la finale de la Coupe Stanley. Les deuxièmes de chaque division se rencontrent tout comme les troisièmes, en 2 matches. Le gagnant est décidé au nombre de buts marqués. Les vainqueurs se rencontrent, encore en 2 matches et au nombre de buts inscrits, pour décider de l'équipe qualifiée pour la finale qui se joue au meilleur des 5 matches.

## Tableau récapitulatif
|  | Quarts de finale       | Quarts de finale       | Quarts de finale    | Quarts de finale    |                     |                     | Demi-finales          | Demi-finales          | Demi-finales          | Demi-finales          |  |  | Finale          | Finale          | Finale          | Finale          |
|  |                        |                        |                     |                     |                     |                     |                       |                       |                       |                       |  |  |                 |                 |                 |                 |
|  |                        |                        |                     |                     |                     |                     | 23, 26, 28 et 30 mars | 23, 26, 28 et 30 mars | 23, 26, 28 et 30 mars | 23, 26, 28 et 30 mars |  |  | 4, 6 et 9 avril | 4, 6 et 9 avril | 4, 6 et 9 avril | 4, 6 et 9 avril |
|  |                        |                        |                     |                     |                     |                     | 23, 26, 28 et 30 mars | 23, 26, 28 et 30 mars | 23, 26, 28 et 30 mars | 23, 26, 28 et 30 mars |  |  | 4, 6 et 9 avril | 4, 6 et 9 avril | 4, 6 et 9 avril | 4, 6 et 9 avril |
|  |                        |                        |                     |                     |                     |                     | 23, 26, 28 et 30 mars | 23, 26, 28 et 30 mars | 23, 26, 28 et 30 mars | 23, 26, 28 et 30 mars |  |  | 4, 6 et 9 avril | 4, 6 et 9 avril | 4, 6 et 9 avril | 4, 6 et 9 avril |
|  |                        |                        |                     |                     |                     |                     | 23, 26, 28 et 30 mars | 23, 26, 28 et 30 mars | 23, 26, 28 et 30 mars | 23, 26, 28 et 30 mars |  |  | 4, 6 et 9 avril | 4, 6 et 9 avril | 4, 6 et 9 avril | 4, 6 et 9 avril |
|  |                        |                        |                     |                     |                     |                     | 23, 26, 28 et 30 mars | 23, 26, 28 et 30 mars | 23, 26, 28 et 30 mars | 23, 26, 28 et 30 mars |  |  | 4, 6 et 9 avril | 4, 6 et 9 avril | 4, 6 et 9 avril | 4, 6 et 9 avril |
|  | Maple Leafs de Toronto | Maple Leafs de Toronto | 3                   | 3                   |                     |                     |                       |                       |                       |                       |  |  | 4, 6 et 9 avril | 4, 6 et 9 avril | 4, 6 et 9 avril | 4, 6 et 9 avril |
|  | Maple Leafs de Toronto | Maple Leafs de Toronto | 3                   | 3                   |                     |                     |                       |                       |                       |                       |  |  | 4, 6 et 9 avril | 4, 6 et 9 avril | 4, 6 et 9 avril | 4, 6 et 9 avril |
|  |                        |                        | Bruins de Boston    | Bruins de Boston    | 1                   | 1                   |                       |                       |                       |                       |  |  | 4, 6 et 9 avril | 4, 6 et 9 avril | 4, 6 et 9 avril | 4, 6 et 9 avril |
|  |                        |                        |                     |                     | 1                   | 1                   |                       |                       |                       |                       |  |  | 4, 6 et 9 avril | 4, 6 et 9 avril | 4, 6 et 9 avril | 4, 6 et 9 avril |
|  |                        | 28 et 30 mars          |                     |                     |                     |                     |                       |                       |                       |                       |  |  | 4, 6 et 9 avril | 4, 6 et 9 avril | 4, 6 et 9 avril | 4, 6 et 9 avril |
|  |                        |                        |                     |                     |                     |                     |                       |                       |                       |                       |  |  | 4, 6 et 9 avril | 4, 6 et 9 avril | 4, 6 et 9 avril | 4, 6 et 9 avril |
|  | Maple Leafs de Toronto | Maple Leafs de Toronto | 0                   | 0                   |                     |                     |                       |                       |                       |                       |  |  |                 |                 |                 |                 |
|  | Maple Leafs de Toronto | Maple Leafs de Toronto | 0                   | 0                   | 23 et 26 mars       |                     |                       |                       |                       |                       |  |  |                 |                 |                 |                 |
|  |                        |                        | Maroons de Montréal | Maroons de Montréal | 3                   | 3                   |                       |                       |                       |                       |  |  |                 |                 |                 |                 |
|  | Black Hawks de Chicago | Black Hawks de Chicago | Maroons de Montréal | Maroons de Montréal | 3                   | 3                   | 0                     | 0                     |                       |                       |  |  |                 |                 |                 |                 |
|  | Black Hawks de Chicago | Black Hawks de Chicago |                     |                     |                     |                     |                       |                       |                       |                       |  |  |                 |                 |                 |                 |
|  | Maroons de Montréal    | Maroons de Montréal    | 1                   | 1                   |                     |                     |                       |                       |                       |                       |  |  |                 |                 |                 |                 |
|  | Maroons de Montréal    | Maroons de Montréal    | 1                   | 1                   | Rangers de New York | Rangers de New York | 4                     | 4                     |                       |                       |  |  |                 |                 |                 |                 |
|  | 24 et 26 mars          |                        |                     |                     | Rangers de New York | Rangers de New York | 4                     | 4                     |                       |                       |  |  |                 |                 |                 |                 |
|  |                        |                        | Maroons de Montréal | Maroons de Montréal | 5                   | 5                   |                       |                       |                       |                       |  |  |                 |                 |                 |                 |
|  | Canadiens de Montréal  | Canadiens de Montréal  | Maroons de Montréal | Maroons de Montréal | 5                   | 5                   | 5                     | 5                     |                       |                       |  |  |                 |                 |                 |                 |
|  | Canadiens de Montréal  | Canadiens de Montréal  |                     |                     |                     |                     |                       | 5                     |                       |                       |  |  |                 |                 |                 |                 |
|  | Rangers de New York    | Rangers de New York    | 6                   | 6                   |                     |                     |                       |                       |                       |                       |  |  |                 |                 |                 |                 |
|  | Rangers de New York    | Rangers de New York    | 6                   | 6                   |                     |                     |                       |                       |                       |                       |  |  |                 |                 |                 |                 |
|  |                        |                        |                     |                     |                     |                     |                       |                       |                       |                       |  |  |                 |                 |                 |                 |

## Résultats détaillés

### Quarts de finale

#### Black Hawks de Chicago contre Maroons de Montréal
| 23 mars | Montréal | 0-0 (0-0, 0-0, 0-0) | Chicago | Forum de Montréal 10 000 spectateurs |

| Feuille de match, | Feuille de match, | Feuille de match, | Feuille de match, | Feuille de match,                     |
| ----------------- | ----------------- | ----------------- | ----------------- | ------------------------------------- |
|                   |                   |                   |                   | Arbitrage : Mike Rodden Jerry Goodman |
| Connell           | Gardiens          | Chabot            |                   |                                       |
|                   |                   |                   |                   |                                       |
|                   |                   |                   |                   |                                       |

| 26 mars | Chicago | 0-1 (pr) (0-0, 0-0, 0-0, 0-1) | Montréal | Chicago Stadium 17 681 spectateurs |

| Feuille de match, | Feuille de match, | Feuille de match, | Feuille de match,           | Feuille de match,                     |
| ----------------- | ----------------- | ----------------- | --------------------------- | ------------------------------------- |
|                   |                   | 0-1               | Northcott — 64 min 2 s (SN) | Arbitrage : Mike Rodden Jerry Goodman |
| Chabot            | Gardiens          | Connell           |                             | Arbitrage : Mike Rodden Jerry Goodman |
|                   |                   |                   |                             | Arbitrage : Mike Rodden Jerry Goodman |
|                   |                   |                   |                             | Arbitrage : Mike Rodden Jerry Goodman |

#### Rangers de New York contre Canadiens de Montréal
| 23 mars | New York | 2-1 (1-0, 0-1, 1-0) | Montréal | Madison Square Garden 15 500 spectateurs |

| Feuille de match | Feuille de match                                                   | Feuille de match | Feuille de match      | Feuille de match                   |
| ---------------- | ------------------------------------------------------------------ | ---------------- | --------------------- | ---------------------------------- |
|                  | Dillon (Patrick) — 8 min Bi. Cook (Boucher, Keeling) — 52 min 42 s | 1-0 1-1 2-1      | Jenkins — 33 min 54 s | Arbitrage : Ag Smith Odie Cleghorn |
| Kerr             | Gardiens                                                           | Cude             |                       | Arbitrage : Ag Smith Odie Cleghorn |
|                  |                                                                    |                  |                       | Arbitrage : Ag Smith Odie Cleghorn |
| 45               | Tirs                                                               | 31               |                       | Arbitrage : Ag Smith Odie Cleghorn |

| 26 mars | Montréal | 4-4 (0-1, 1-2, 3-1) | New York | Forum de Montréal 12 000 spectateurs |

| Feuille de match | Feuille de match | Feuille de match                | Feuille de match                                                                                                  | Feuille de match                       |
| ---------------- | --- | ------------------------------- | --- | -------------------------------------- |
|                  | Goldsworthy (Crutchfield, Riley) — 30 min 52 s McGill (Gagnon, Riley) — 44 min 39 s McGill — 49 min 52 s Joliat (Mondou) — 50 min 17 s | 0-1 0-2 1-2 1-3 2-3 2-4 3-4 4-4 | Patrick (Dillon) — 15 min 30 s Keeling (Mason) — 28 min 23 s Dillon (Murdoch) — 33 min 11 s Keeling — 45 min 14 s | Arbitrage : Bill Stewart Odie Cleghorn |
| Cude             | Gardiens | Kerr                            | | Arbitrage : Bill Stewart Odie Cleghorn |
|                  | |                                 | | Arbitrage : Bill Stewart Odie Cleghorn |
| 51               | Tirs | 31                              | | Arbitrage : Bill Stewart Odie Cleghorn |

### Demi-finales

#### Maple Leafs de Toronto contre Bruins de Boston
| 23 mars | Boston | 1-0 (2 pr) (0-0, 0-0, 0-0, 0-0, 1-0) | Montréal | Boston Garden 17 000 spectateurs |

| Feuille de match | Feuille de match              | Feuille de match | Feuille de match | Feuille de match                   |
| ---------------- | ----------------------------- | ---------------- | ---------------- | ---------------------------------- |
|                  | Clapper (Shore) — 93 min 26 s | 1-0              |                  | Arbitrage : Bill Stewart Bill Bell |
| Thompson         | Gardiens                      | Hainsworth       |                  | Arbitrage : Bill Stewart Bill Bell |
|                  |                               |                  |                  | Arbitrage : Bill Stewart Bill Bell |
| 37               | Tirs                          | 38               |                  | Arbitrage : Bill Stewart Bill Bell |

| 26 mars | Boston | 0-2 (0-0, 0-0, 0-2) | Toronto | Boston Garden 17 200 spectateurs |

| Feuille de match | Feuille de match | Feuille de match | Feuille de match                                                               | Feuille de match                   |
| ---------------- | ---------------- | ---------------- | ------------------------------------------------------------------------------ | ---------------------------------- |
|                  |                  | 0-1 0-2          | Conacher (Jackson) — 49 min 50 s (SN) Jackson (Primeau, Conacher) — 52 min 3 s | Arbitrage : Ag Smith E. Daigneault |
| Thompson         | Gardiens         | Hainsworth       |                                                                                | Arbitrage : Ag Smith E. Daigneault |
|                  |                  |                  |                                                                                | Arbitrage : Ag Smith E. Daigneault |
| 16               | Tirs             | 43               |                                                                                | Arbitrage : Ag Smith E. Daigneault |

| 28 mars | Toronto | 3-0 (1-0, 1-0, 1-0) | Boston | Maple Leaf Gardens 14 218 spectateurs |

| Feuille de match | Feuille de match                                                                    | Feuille de match | Feuille de match | Feuille de match                   |
| ---------------- | ----------------------------------------------------------------------------------- | ---------------- | ---------------- | ---------------------------------- |
|                  | Thoms (Finnigan) — 44 s Metz (Horner) — 31 min 3 s Jackson (Conacher) — 52 min 27 s | 1-0 2-0 3-0      |                  | Arbitrage : Bill Stewart Bill Bell |
| Hainsworth       | Gardiens                                                                            | Thompson         |                  | Arbitrage : Bill Stewart Bill Bell |
|                  |                                                                                     |                  |                  | Arbitrage : Bill Stewart Bill Bell |
| 37               | Tirs                                                                                | 22               |                  | Arbitrage : Bill Stewart Bill Bell |

| 30 mars | Toronto | 2-1 (pr) (0-1, 0-0, 1-0, 1-0) | Boston | Maple Leaf Gardens 14 850 spectateurs |

| Feuille de match | Feuille de match                                                                | Feuille de match | Feuille de match                | Feuille de match                   |
| ---------------- | ------------------------------------------------------------------------------- | ---------------- | ------------------------------- | ---------------------------------- |
|                  | Kelly (Conacher, Primeau) — 58 min 11 s Kelly (Primeau, Conacher) — 61 min 37 s | 0-1 1-1 2-1      | Beattie (Stewart) — 15 min 45 s | Arbitrage : Ag Smith E. Daigneault |
| Hainsworth       | Gardiens                                                                        | Thompson         |                                 | Arbitrage : Ag Smith E. Daigneault |
|                  |                                                                                 |                  |                                 | Arbitrage : Ag Smith E. Daigneault |
| 36               | Tirs                                                                            | 28               |                                 | Arbitrage : Ag Smith E. Daigneault |

#### Maroons de Montréal contre Rangers de New York
| 28 mars | New York | 1-2 (1-1, 0-1, 0-0) | Montréal | Madison Square Garden 16 000 spectateurs |

| Feuille de match, | Feuille de match,                         | Feuille de match, | Feuille de match,                                                   | Feuille de match,                     |
| ----------------- | ----------------------------------------- | ----------------- | ------------------------------------------------------------------- | ------------------------------------- |
|                   | Bu. Cook (Boucher, Bi. Cook) — 3 min 10 s | 1-0 1-1 1-2       | Cain (Gracie, Marker) — 10 min 18 s Northcott (Smith) — 34 min 43 s | Arbitrage : Mike Rodden E. Daigneault |
| Kerr              | Gardiens                                  | Connell           |                                                                     | Arbitrage : Mike Rodden E. Daigneault |
|                   |                                           |                   |                                                                     | Arbitrage : Mike Rodden E. Daigneault |
| 26                | Tirs                                      | 41                |                                                                     | Arbitrage : Mike Rodden E. Daigneault |

| 30 mars | Montréal | 3-3 (2-1, 0-1, 1-1) | New York | Forum de Montréal 12 000 spectateurs |

| Feuille de match | Feuille de match                                                                                 | Feuille de match        | Feuille de match                                                                                                   | Feuille de match                     |
| ---------------- | ------------------------------------------------------------------------------------------------ | ----------------------- | --- | ------------------------------------ |
|                  | Wentworth — 13 min 3 s Blinco (Trottier) — 19 min 33 s Trottier (Robinson, Blinco) — 40 min 41 s | 1-0 1-1 2-1 2-2 3-2 3-3 | Bu. Cook (Boucher, Bi. Cook) — 13 min 46 s Patrick (Heller) — 29 min 6 s Connelly (Murdoch, Patrick) — 48 min 30 s | Arbitrage : Mike Rodden Bill Stewart |
| Connell          | Gardiens                                                                                         | Kerr                    | | Arbitrage : Mike Rodden Bill Stewart |
|                  |                                                                                                  |                         | | Arbitrage : Mike Rodden Bill Stewart |
| 45               | Tirs                                                                                             | 29                      | | Arbitrage : Mike Rodden Bill Stewart |

### Finale
| 4 avril | Toronto | 2-3 (pr) (0-0, 2-2, 0-0, 0-1) | Montréal | Maple Leaf Gardens 13 511 spectateurs |

| Feuille de match | Feuille de match                                   | Feuille de match    | Feuille de match                                                                          | Feuille de match                    |
| ---------------- | -------------------------------------------------- | ------------------- | ----------------------------------------------------------------------------------------- | ----------------------------------- |
|                  | Finnegan — 34 min 29 s Clancy (Metz) — 37 min 12 s | 0-1 1-1 2-1 2-2 2-3 | Robinson (Blinco) — 23 min 57 s Wentworth — 38 min 24 s Trottier (Robinson) — 65 min 28 s | Arbitrage : Bill Stewart Billy Bell |
| Hainsworth       | Gardiens                                           | Connell             |                                                                                           | Arbitrage : Bill Stewart Billy Bell |
| 2 min            | Pénalités                                          | 4 min               |                                                                                           | Arbitrage : Bill Stewart Billy Bell |
| 21               | Tirs                                               | 39                  |                                                                                           | Arbitrage : Bill Stewart Billy Bell |

| 6 avril | Toronto | 1-3 (0-1, 1-1, 0-1) | Montréal | Maple Leaf Gardens 14 147 spectateurs |

| Feuille de match, | Feuille de match,     | Feuille de match, | Feuille de match,                                                                         | Feuille de match,                  |
| ----------------- | --------------------- | ----------------- | ----------------------------------------------------------------------------------------- | ---------------------------------- |
|                   | Jackson — 27 min 32 s | 0-1 1-1 1-2 1-3   | Robinson — 15 min 43 s Blinco (Shields) — 36 min 48 s Northcott (Wentworth) — 43 min 25 s | Arbitrage : Ag Smith Odie Cleghorn |
| Hainsworth        | Gardiens              | Connell           |                                                                                           | Arbitrage : Ag Smith Odie Cleghorn |
|                   |                       |                   |                                                                                           | Arbitrage : Ag Smith Odie Cleghorn |
|                   |                       |                   |                                                                                           | Arbitrage : Ag Smith Odie Cleghorn |

| 9 avril | Montréal | 4-1 (1-0, 2-1, 1-0) | Toronto | Forum de Montréal 13 000 spectateurs |

| Feuille de match, | Feuille de match, | Feuille de match,   | Feuille de match,              | Feuille de match,                  |
| ----------------- | --- | ------------------- | ------------------------------ | ---------------------------------- |
|                   | Ward (Northcott) — 19 min 35 s Northcott (Ward) — 36 min 18 s Wentworth — 36 min 30 s Marker (Wentworth) — 41 min 2 s | 1-0 1-1 2-1 3-1 4-1 | Thoms (Finnegan) — 32 min 59 s | Arbitrage : Bill Stewart Bill Bell |
| Connell           | Gardiens | Hainsworth          |                                | Arbitrage : Bill Stewart Bill Bell |
|                   | |                     |                                | Arbitrage : Bill Stewart Bill Bell |
| 29                | Tirs | 19                  |                                | Arbitrage : Bill Stewart Bill Bell |